# Linia 3 metra w Madrycie
Linia 3 – trzecia linia metra w Madrycie łącząca stacje Moncloa i Villaverde Alto. Cała linia liczy w sumie 18 stacji z peronami 90-metrowymi i o łącznej długości 16,424 km torów. Linia została otwarta w 1936.